# Motocross Madness (1998)
Cet article concerne le jeu vidéo de 1998. Pour le jeu vidéo de 2013, voir Motocross Madness (2013).
Motocross Madness est un jeu vidéo de motocross sorti en 1998 et fonctionne sur Windows. Le jeu a été développé par Rainbow Studios et édité par Microsoft Games. Ressortie en 2013 sous Xbox 360.
Ce jeu a initialement été diffusé en accompagnement (bundle) avec la première manette de jeu à capteur inertiel 3D Microsoft Sidewinder Freestyle Pro, périphérique haut de gamme. Ce fut l'une des premières manettes "bi-compatible" port Midi/Joystick et port USB grâce à un adaptateur.
Ce jeu connaîtra une suite appelée Motocross Madness 2.

## Système de jeu
Motocross Madness propose différents modes de jeux (circuit, baja...). Le joueur dirige un pilote de moto sur divers circuits de motocross. Lorsque le pilote est éjecté de sa moto, il est remis sur la piste.

## Accueil
- Jeuxvideo.com : 16/20[2]